# جوسي فوليماكي
جوسي فوليماكي (بالفنلندية: Jussi Välimäki) مواليد 10 سبتمبر 1974، هو سائق راليات فنلندي بدأ مسيرته في سنة 1998. كان أول رالي له هو رالي السويد 1998. شارك في بطولة العالم للراليات. شارك في رالي التحدي عبر القارات.

## روابط خارجية
- جوسي فوليماكي على موقع Rallye-info.com (الإنجليزية)
- جوسي فوليماكي على موقع eWRC-results.com (الإنجليزية)